# チャド・ハーリー
チャド・メレディス・ハーリー（Chad Meredith Hurley、1977年1月24日 - ）は、アメリカ合衆国のウェブマスター、実業家。YouTube社の創業者の一人で、元CEO。
シリコングラフィックスやネットスケープコミュニケーションズの創業者であるジム・クラークは岳父。

## 来歴
父は財政顧問官、母は高校教師。ペンシルベニア州近郊で育つ。幼少時から芸術に対する強い関心を示し、1995年にTwin Valley High Schoolを卒業後、ペンシルベニア州立インディアナ大学でファインアートの学士号を取得。卒業後カリフォルニアへ移住しPayPalへユーザインタフェースデザイナーとして入社。PayPalのロゴも設計した。
また、不景気の時期に、後のYouTube共同創業者となるスティーブ・チェン、ジョード・カリムと互いによく知り合うようになり、緊密な「PayPalマフィア」の一員になった。2002年にPayPalはeBayに買収され、3人はベンチャー計画の元手となる大金を手にした。
2005年1月、友人たちとのディナーパーティーで撮った映像を共有したいと思ったことから、YouTubeは生まれた。当初は電子メールでの共有を考えたが、映像のファイル容量が大きすぎるために困難だった。そこで、オンライン上に映像を投稿することを考え、そのシステムを簡略化することになった。ユーザインタフェースの専門家であるハーリーは、主にサイトのタギングとビデオ共有のインタフェースの責任者だった。YouTubeのロゴも設計した。
いくつかのテクノロジー企業や『サンキュー・スモーキング』プロデューサーのコンサルタントを経て、2005年2月にYouTubeを設立。2006年10月、YouTubeをGoogle社に対して16億5000万ドルで売却した。
2006年6月、月刊誌「Business 2.0」での投票で、重要人物50人の28位に選ばれる。2007年5月、Webby賞 Webby Person of the Yearを受賞。
2009年8月、2010年よりFIAフォーミュラ1に参戦予定のチーム USGPE（US Grand Prix Enginnering）の投資家としてビジネス面で参加することを発表した。
2010年10月末、YouTubeのCEOを退任した。